# Метрополис, Николас Константин
Николас Константин Метрополис (англ. Nicholas Constantine Metropolis; 11 июня 1915 — 17 октября 1999) — американский математик и физик греческого происхождения.
Окончил Чикагский университет (1937), там же в 1941 году защитил диссертацию. По приглашению Роберта Оппенгеймера некоторое время (апрель 1943—1948) работал в Лос-Аламосе над Манхэттенским проектом. Один из создателей метода Монте-Карло. В конце 1945 года вместе со Стенли Френкелем был первым программистом компьютера ЭНИАК, на котором они решали задачу по проблеме термоядерной бомбы. Руководитель проектов по созданию первых электронных компьютеров MANIAC I, MANIAC II и MANIAC III. С 1957 по 1965 годы он был профессором физики Чикагского Университета и одним из основателей и руководителем Института компьютерных исследований, где под его руководством был построен компьютер MANIAC III. В 1965 году он снова вернулся в Лос-Аламос, где проработал в качестве старшего научного сотрудника до 1980 года.

## Память
В честь Николаса Метрополиса назван вычислительный центр Лос-Аламосской национальной лаборатории «Nicholas C. Metropolis Center for Modeling and Simulation», где в настоящее время располагаются мощнейшие суперкомпьютеры планеты.